# Schwanefeld
Schwanefeld is een plaats en voormalige gemeente in de Duitse deelstaat Saksen-Anhalt, en maakt deel uit van de Landkreis Börde.

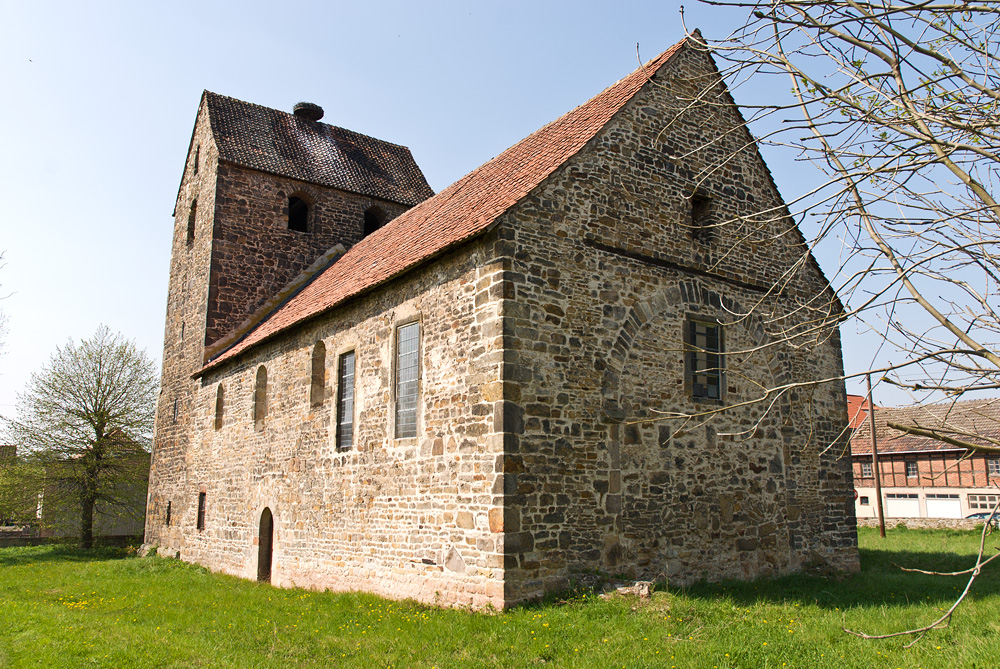
Kerk in Schwanefeld

Schwanefeld telt 289 inwoners.